# Galles Racing

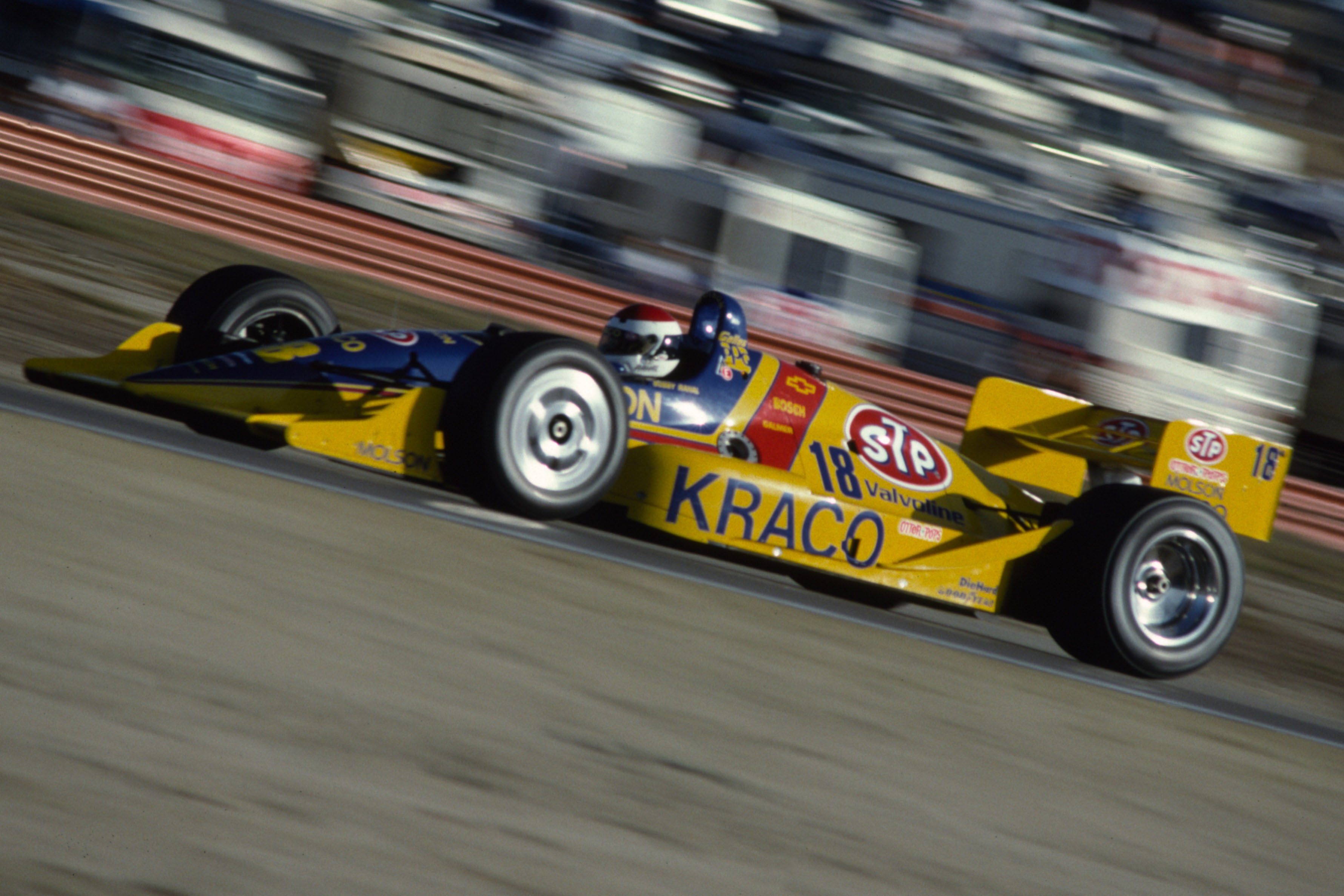
Bobby Rahal pilota o Lola-Chevrolet da Galles/Kraco no GP de Laguna Seca, em 1991.

Galles Racing foi uma equipe norte-americana de automobilismo fundada por Rick Galles, que disputou a extinta CART (Champ Car) entre 1984 e 1996 e na Indy Racing League, competiu até 2001 (esteve ausente em 1998).
Na CART, seus principais pilotos foram Al Unser, Jr., Geoff Brabham, Bobby Rahal e Danny Sullivan, e teve como ponto alto o título na temporada de 1990, conquistado por Unser. Ele ainda levaria as 500 Milhas de Indianápolis de 1992 após cruzar a linha de chegada apenas 0,043 centésimos de vantagem para o canadense Scott Goodyear.
Em sua última temporada na categoria, a Galles apostou em Eddie Lawson, destacado piloto de motociclismo dos anos 80 e 90 que estava aposentado das duas rodas desde 1992, quando migrou para o automobilismo disputando a Indy Lights, tendo bom desempenho (nove pódios no total). Lawson teve como melhor resultado na CART dois sextos lugares (na U.S. 500 e no GP de Detroit). Davy Jones foi escalado para as últimas cinco etapas. Nesse período, já havia migrado para a recém-criada IRL, onde competiria até 2001.
Entre 2000 e 2001, Al Unser, Jr., de volta à equipe onde venceria a temporada de 1990 da CART e a Indy 500 de 1992, conquistou as últimas vitórias da Galles (nos GPs de Las Vegas e Gateway), que se despediria da categoria após a corrida 2 do Texas. Além de Unser, seu compatriota Casey Mears (sobrinho de Rick Mears) e o francês Didier André disputaram o campeonato, com resultados modestos.

## Pilotos

### CART
- Geoff Brabham (1985-1987)
- Pancho Carter (1984-1986)
- Kevin Cogan (1993)
- Dick Ferguson (1980)
- Adrián Fernández (1993-1995)
- Tom Gloy (1984)
- Marco Greco (1995)
- Davy Jones (1996)
- Eddie Lawson (1996)
- Jeff MacPherson (1987)
- Roberto Moreno (1985-1986)
- Bobby Rahal (1990-1991)
- Danny Sullivan (1992-1993)
- Al Unser, Jr. (1983-1984, 1988-1993)

### IRL
- Didier André (2001)
- Kenny Bräck (1997)
- Marco Greco (1997)
- Davey Hamilton (1999)
- Davy Jones (1996)
- Casey Mears (2001)
- Al Unser, Jr. (2000-2001)
- Jeff Ward (1997)